# کردی‌کلا
کردی‌کلا، روستایی است از توابع بخش مرکزی شهرستان نوشهر در استان مازندران ایران.

## جمعیت
این روستا در دهستان خیرودکنار قرار دارد و براساس سرشماری مرکز آمار ایران در سال ۱۳۸۵، جمعیت آن ۴۳۲ نفر (۱۱۴خانوار) بوده‌است. مردم کردی‌کلا از قومیت طبری هستند. مردم کردی‌کلا به زبان طبری با گویش کجوری سخن می‌گویند.